# Tajsko-kadajské jazyky
Tajsko-kadajská jazyková rodina, označovaná též jako daické jazyky, případně (ve starším kontextu) thajské jazyky, je samostatnou jazykovou rodinou, kterou se hovoří v jihovýchodní Asii, především v Thajsku, Laosu, severovýchodní Barmě, severním Vietnamu a jihovýchodní Číně. Centrum původu se zřejmě nacházelo v jihovýchodní Číně a na ostrově Chaj-nan, kde lze i v současnosti pozorovat největší jazykovou diverzitu. Jižní expanze těchto jazyků, spojená hlavně s rozšířením thajštiny a laoštiny, je pozdějšího data.
V minulosti byly tajsko-kadajské jazyky tradičně pokládány za součást sinotibetské jazykové rodiny, vzájemná podobnost je však způsobena spíše dlouhodobým působením čínštiny a jejich původ je odlišný. Spekuluje se například o spřízněnosti s rodinou jazyků hmong-mien (miao-jao), s austroasijskými a především s austronéskými jazyky (tuto teorii předložil lingvista Paul Benedict).